# الغواصة الألمانية يو-67 (1940)
غواصة يو-44  غواصة يو بوت ألمانية من الفئة التاسعة إيه بنيت ل سلاح بحرية ألمانيا النازية كريغسمارينه، في أحواض بناء السفن والآلات الألمانية وإيه جي فيزر في بريمن خلال الحرب العالمية الثانية.